# Unterhaltungselektronik

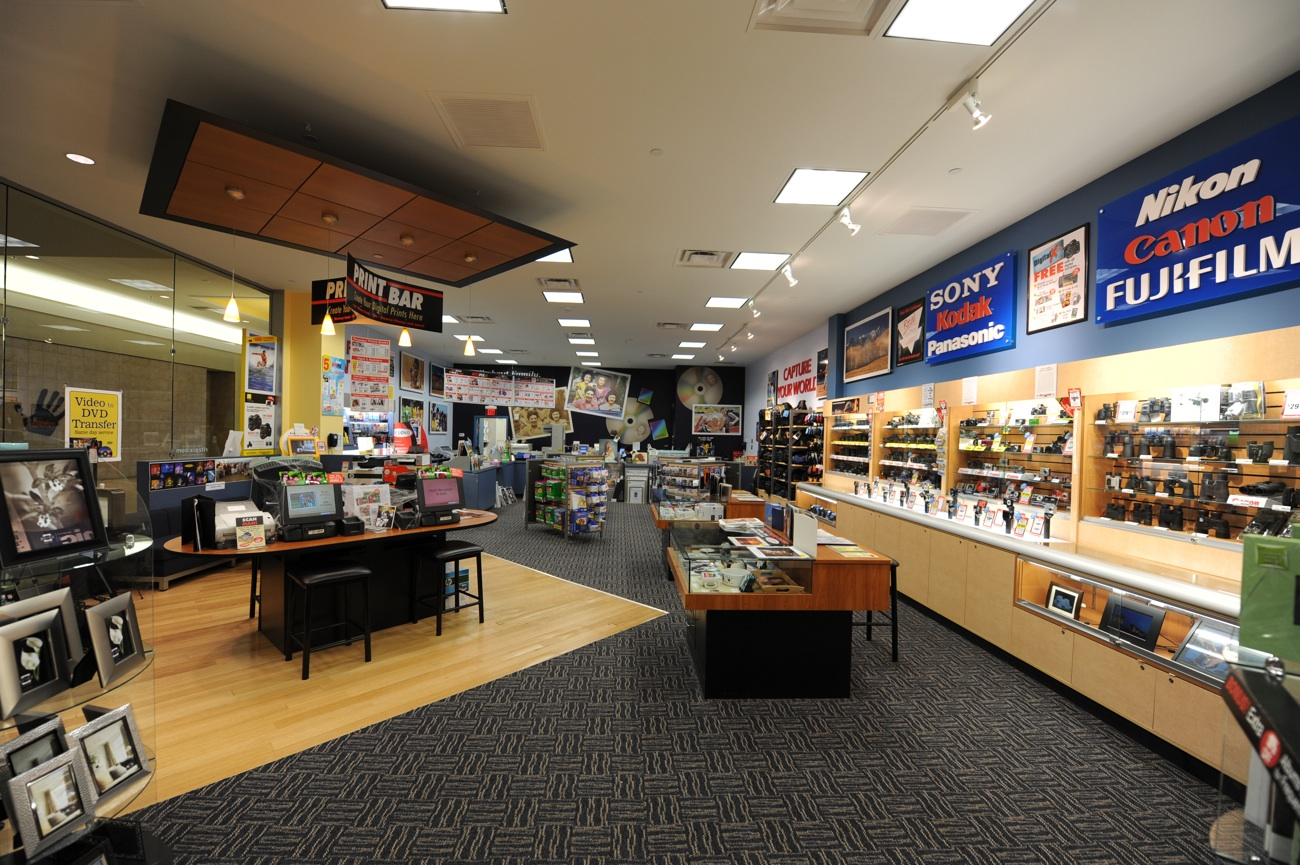
Verkaufsladen für Unterhaltungselektronik

Unterhaltungselektronik ist ein Sammelbegriff für Elektrogeräte, die der Unterhaltung des Benutzers dienen.
Im Sprachgebrauch des Fachhandels wird sie Braune Ware (auch: Braunware) genannt, da die ersten Fernseh- und Rundfunkgeräte häufig furnierte Holzgehäuse hatten, in Unterscheidung z. B. zur Weißen Ware / Weißware für Haushaltsgeräte. Tragbare Unterhaltungselektronik wird veraltet auch Henkelware genannt, bezogen auf früher häufig mit einem Tragegriff versehene Kleingeräte wie Radiorecorder.

## Einteilung

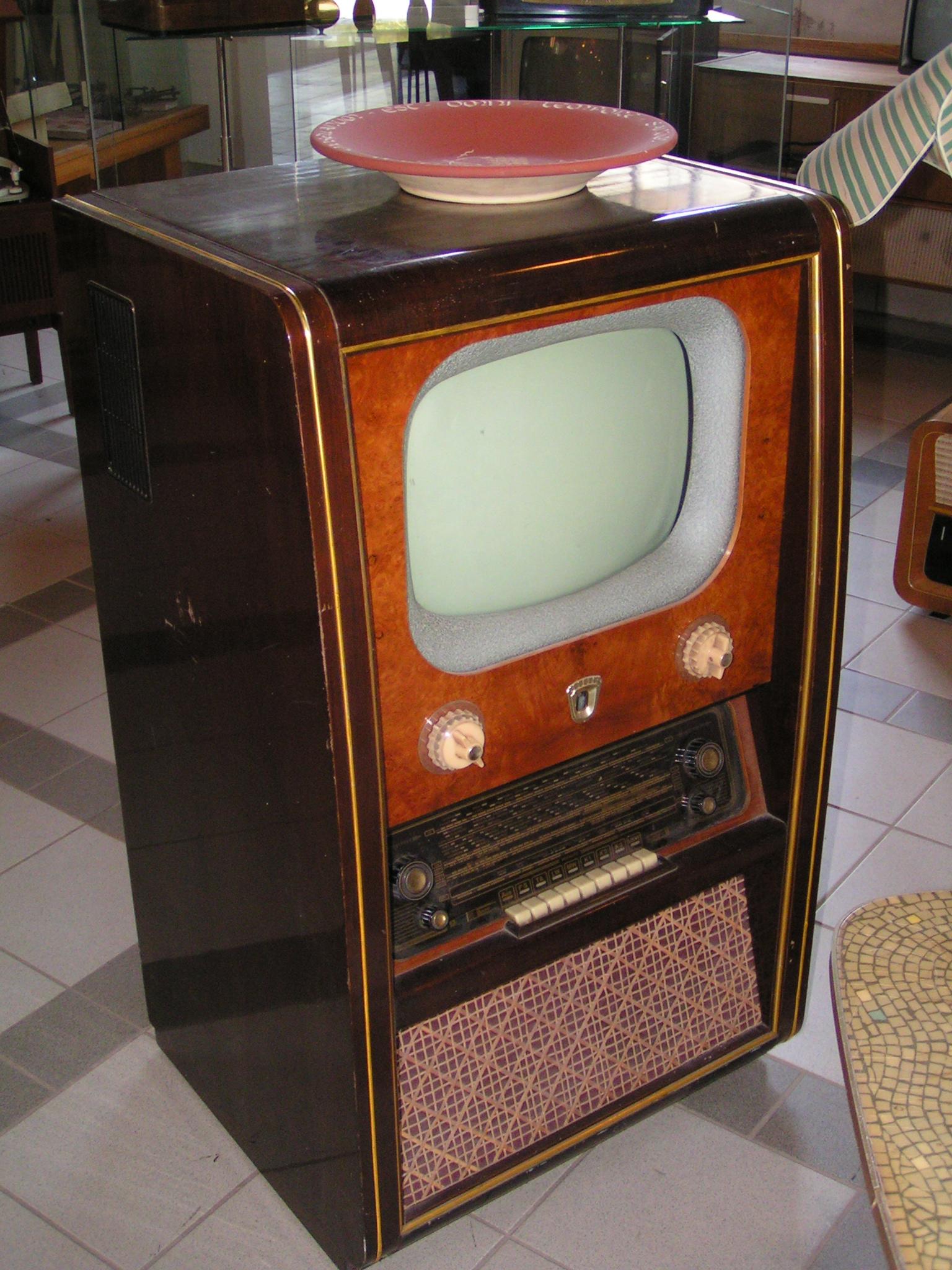
Ein Fernseher aus dem Jahr 1956; die damals verbreiteten Holzrahmen bescherten der Unterhaltungselektronik den Begriff Braune Ware.

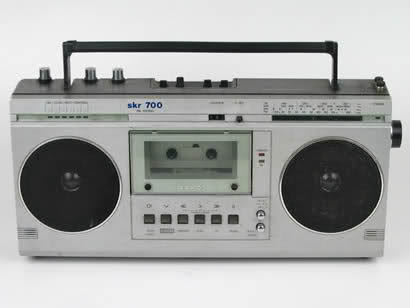
Ein Radiorecorder mit Tragegriff aus den 1980er Jahren – sogenannte Henkelware

Geräte der Unterhaltungselektronik kann man in drei Gruppen gliedern:
- Wiedergabe (teilweise auch Aufnahme und Bearbeitung) von Ton (Musik und Sprache), z. B. mit Radio, CD-Spieler, Stereoanlage, Autoradio, MP3-Spieler, Smartphone und Mediaplayer
- Wiedergabe (teilweise auch Aufnahme und Bearbeitung) von Stand- und Bewegtbildern (Foto, Film und Fernsehen), z. B. mit Fernsehgerät, Videorekorder, DVD-Spieler und Projektor
- Computerspiele: Handheld-Konsole, Spielkonsole usw.

Die Abgrenzung zu rein mechanischen Geräten (wie es z. B. frühe Grammophone, Foto- und Filmkameras waren) und zu optischen Geräten ist dabei fließend. Geräte der Informations- und Kommunikationstechnik wie Personal Computer, Tablets und Smartphones (im Sprachgebrauch des Fachhandels Graue Ware) sind wegen ihrer vielfältigen Nutzungsweisen zunehmend sowohl Unterhaltungs- als auch Gebrauchselektronik.

## Weltweit bedeutsame Messen
Messen mit Ausstellern aus aller Welt und weltweiter Berichterstattung sind vor allem:
- Internationale Funkausstellung in Berlin: über 100.000 Fachbesucher, über 100.000 Besucher („Endverbraucher“), ca. 1400 Aussteller, über 130.000 m² Ausstellungsfläche
- Consumer Electronics Show in Las Vegas: Ca. 150.000 Fachbesucher, 3100 Aussteller